# マックス・タルメイ
マックス・タルメイ（Max Talmey, 1869年 - 1941年）は、ユダヤ系ポーランド人のアメリカ合衆国の眼科医で、国際語学者。アルベルト・アインシュタインの相談相手だったことで知られている。
貧しいユダヤ人家庭に生まれたが、バイエルン王国のミュンヘンで医学を学んだ。その当時にアインシュタインの家族と知り合いとなり、少年アルベルトに天文学などの本を紹介し、影響を与えたとされる。医学の学業を終えた後、タルメイは兄の後を追って米国に移住し、ニューヨークで眼科医となり、白内障治療分野で業績を挙げた。
人工言語にも造詣が深く、エスペラントの発展にも寄与した。1906年当時、エスペラントの言語委員会の一員であり、米国エスペラント協会の副会長の一人であった。しかし、1908年にはエスペラントの修正版イド語に活動の分野を移し、同言語の教科書を発行した。また、イド語を改良した「Arulo（アルーロ）」を発表した。